# Lucas Campos
Lucas da Silva Ribeiro Campos, noto semplicemente come Lucas Campos (Nova Iguaçu, 30 ottobre 1997), è un calciatore brasiliano, attaccante dell'America-RJ in prestito dalla Portuguesa-RJ.

## Caratteristiche tecniche
È un'ala destra

## Carriera
Cresciuto nel settore giovanile del Botafogo, ha esordito in prima squadra il 24 luglio 2017 disputando l'incontro del Brasileirão pareggiato 1-1 contro l'Atl. Goianiense.

## Statistiche
Statistiche aggiornate al 18 agosto 2019.

### Presenze e reti nei club
| Stagione        | Squadra          | Campionato      | Campionato | Campionato | Coppe nazionali | Coppe nazionali | Coppe nazionali | Coppe continentali | Coppe continentali | Coppe continentali | Altre coppe | Altre coppe | Altre coppe | Totale | Totale | Totale |
| Stagione        | Squadra          | Comp            | Pres       | Reti       | Comp            | Pres            | Reti            | Comp               | Pres               | Reti               | Comp        | Pres        | Reti        | Pres   | Reti   |        |
| --------------- | ---------------- | --------------- | ---------- | ---------- | --------------- | --------------- | --------------- | ------------------ | ------------------ | ------------------ | ----------- | ----------- | ----------- | ------ | ------ | ------ |
| 2017            | Botafogo         | A/RJ+A          | 0+1        | 0          | CB              | 0               | 0               |                    | -                  | -                  |             | -           | -           | 0+1    | 0      |        |
| 2018            | Botafogo         | A/RJ+A          | 1+0        | 0          | CB              | 0               | 0               | CS                 | 0                  | 0                  |             | -           | -           | 1+0    | 0      |        |
| 2019            | Nova Iguaçu      | A/RJ            | 10         | 1          | CB              | 0               | 0               |                    | -                  | -                  |             | -           | -           | 10     | 1      |        |
| 2019            | Atlético Tubarão | PD/SC           | 2          | 0          | CB              | 0               | 0               |                    | -                  | -                  |             | -           | -           | 2      | 0      |        |
| 2019            | Botafogo         | A/RJ+A          | 0+5        | 0          | CB              | 0               | 0               |                    | -                  | -                  |             | -           | -           | 0+5    | 0      |        |
| Totale carriera | Totale carriera  | Totale carriera | 19         | 1          |                 | 0               | 0               |                    | 0                  | 0                  |             | -           | -           | 19     | 1      |        |

## Palmarès

### Club

#### Competizioni statali
- Campionato Carioca: 1

Botafogo: 2018